# Shunsuke Tsutsumi
Shunsuke Tsutsumi (japanisch 堤 俊輔 Tsutsumi Shunsuke; * 8. Juni 1987 in der Präfektur Saitama) ist ein japanischer Fußballspieler.

## Karriere
Tsutsumi erlernte das Fußballspielen in der Jugendmannschaft von Urawa Reds. Seinen ersten Vertrag unterschrieb er 2006 bei Urawa Reds. Der Verein spielte in der höchsten Liga des Landes, der J1 League. Für den Verein absolvierte er 19 Erstligaspiele. Im Juni 2010 wurde er an den Zweitligisten Roasso Kumamoto ausgeliehen. Für den Verein absolvierte er 18 Ligaspiele. 2011 kehrte er zu Urawa Reds zurück. Im Juli 2011 wechselte er zum Zweitligisten Tochigi SC. Für den Verein absolvierte er fünf Ligaspiele. 2012 wechselte er zum Ligakonkurrenten Avispa Fukuoka. Am Ende der Saison 2015 stieg der Verein in die J1 League auf. Am Ende der Saison 2016 stieg der Verein wieder in die J2 League ab. Für den Verein absolvierte er 188 Ligaspiele. 2019 wechselte er zum Ligakonkurrenten Kagoshima United FC. Für den Verein absolvierte er 33 Ligaspiele. Ende 2019 beendete er seine Karriere als Fußballspieler.

## Erfolge
Urawa Reds
- AFC Champions League

Sieger: 2007
- J1 League

Meister: 2006
Vizemeister: 2007
- J.League Cup

Finalist: 2011
- Kaiserpokal

Sieger: 2006